# بوینا
بوینا (به آلمانی: Beuna) یک منطقهٔ مسکونی در آلمان است که در Merseburg واقع شده‌است. بوینا ۱٬۰۰۹ نفر جمعیت دارد.